# Université catholique du Graben
 (août 2013).
 (novembre 2022).
Si vous disposez d'ouvrages ou d'articles de référence ou si vous connaissez des sites web de qualité traitant du thème abordé ici, merci de compléter l'article en donnant les références utiles à sa vérifiabilité et en les liant à la section « Notes et références ».
L'université catholique du Graben est une université catholique privée de la république démocratique du Congo située à Butembo. Sa langue d'enseignement est le français.

## Histoire
L'université est créée le 1er octobre 2003. Elle devient autonome en 2010 à la suite de l’arrêté ministériel no 157/MINESU/CABMIN/EBK/PK/2010 du 27 septembre 2010, portant autonomisation de quelques extensions des établissements de l’enseignement supérieur et universitaire[réf. nécessaire].

## Facultés
- Faculté des sciences agronomiques
- Faculté de Droit
- Faculté de Médecine
- Faculté des Sciences sociales, politiques et administratives
- Faculté des Sciences économiques et de gestion
- Faculté de Sciences polytechniques
- Faculté de Médecine Vétérinaire
- Faculté de Pharmacie
- Faculté de Philosophie

### Ecoles
- Ecole de Santé Publique et Ophtalmologie
- Ecole de Criminologie et Institut des Sciences Humaines et Religieuses

## Docteurshonoris causa
- Le cardinal Fiorenzo Angelini
- Mylène Fournier, présidente-fondatrice de l'association France Université Butembo (FUB)[2][source insuffisante]